# بایامو
بایامو (به اسپانیایی: Bayamo) یک شهر در کوبا است که در استان گرانما واقع شده‌است.

## خصوصیات
بایامو ۹۱۸ کیلومترمربع مساحت و ۲۲۲٬۱۱۸ نفر جمعیت دارد و ۵۵ متر بالاتر از سطح دریا واقع شده‌است.

## خواهرخوانده
شهر ساونا خواهرخواندهٔ بایامو هست.